# Barbara und Gabriele Schmidt Heins
Barbara und Gabriele Schmidt Heins (* 1949 in Rellingen in Schleswig-Holstein) sind deutsche Zwillinge, die als Konzeptkünstlerinnen tätig sind.

## Biografie
Barbara und Gabriele Schmidt Heins sind 1949 in Rellingen im Kreis Pinneberg bei Hamburg als Töchter der Fotografin Hildi Schmidt Heins und Enkelinnen des Fotografen Wilhelm Heins geboren worden.
Die Zwillingsschwestern Schmidt Heins studierten von 1968 bis 1974 an der Hochschule für Bildende Künste in Hamburg. Seit 1974 sind sie freischaffend (Einzeln und als Künstlerduo) tätig.
Beide leben und arbeiten unweit von Hamburg: Barbara Schmidt Heins in Halstenbek und Schwester Gabriele Schmidt Heins im nahegelegenen Pinneberg.
Die Sichtung des künstlerischen Lebenswerkes von Mutter und Großvater gab den Anstoß zur Ausstellung Heins – Schmidt Heins, Drei Generationen Fotografie, die 2004 im Museum für Kunst und Gewerbe in Hamburg gezeigt wurde, wo die Schwestern jeweils mit unterschiedlichen künstlerischen Projekten ausstellten.
Rund um das Thema Zeit erarbeiten die Konzeptkünstlerinnen fotografische und textliche Readymades. Worte, Satzfragmente aus Zeitungen und Zeitschriften werden zusammen mit Bildmaterial in einen neuen künstlerischen Kontext gebracht. In den  Objekten und  Installationen der Zwillinge geht es immer wieder um Bedeutungen, die nicht eindeutig sind.

## Ausstellungen

### Gruppenausstellungen Barbara und Gabriele Schmidt Heins (Auswahl)
- 2004 Heins Schmidt Heins – Drei Generationen Fotografie Museum für Kunst und Gewerbe, Hamburg
- 2003 there is a place Universität Lüneburg und Heinrich-Heine-Haus (Lüneburg)
- 2001 take place, Galerie Renate Kammer, Hamburg DIN ART 4, Museum für Kommunikation, Frankfurt am Main, Hamburg, Berlin
- 1996 Buchwerke 1972-1982 Neues Museum Weserburg, Bremen
- 1992 bezeichnen • ursächlich Kunsthalle Bremerhaven, Bremerhaven
- 1988 Het boek en de kunstenaar, Galerie Asselijn, Amsterdam
- 1985 Sculpture from Germany San Francisco Museum of Modern Art, San Francisco
- 1982 documenta 7, Kassel
- 1981 Art, Allemagne, Aujourd'hui, Musée d’art moderne de la Ville de Paris, Paris
- 1979 Das Buch als Kunstobjekt, Behnhaus Overbeck-Gesellschaft, Lübeck
- 1977 documenta 6, Kassel
- 1976 Buchwerke, Kabinett für aktuelle Kunst, Bremerhaven

### Kunst im Öffentlichen Raum
- 1996 Schriftinstallationen in der Geschwister Prenski Schule, Lübeck

## Barbara Schmidt-Heins

### Einzelausstellungen (Auswahl)
- 2009 DiedieDieDie verdammte gesamte Scheisse Künstlerbücher – White Trash Contemporary, Hamburg
- 2006 sculpture @ CityNord Galerie Borchardt, Hamburg
- 1987 Plan Kunstforum in der GrundkreditBank Berlin
- 1987 Plan Alte Nationalgalerie Berlin
- 1987 Kunstforum der GrunkreditBank Berlin
- 1986 Galerie Anselm Dreher Berlin
- 1984 Werke 1972–1983 Kunsthalle Wilhelmshaven, Wilhelmshaven

### Gruppenausstellungen (Auswahl)
- 2007 Im Fluss – Weserburg Museum für moderne Kunst, Bremen
- 2005 Daumenkino – The Flip Book Show Kunsthalle Düsseldorf
- 1987 Die Beschaffenheit des Augenblicks Roemer- und Pelizaeus-Museum Hildesheim

### Kunst im öffentlichen Raum

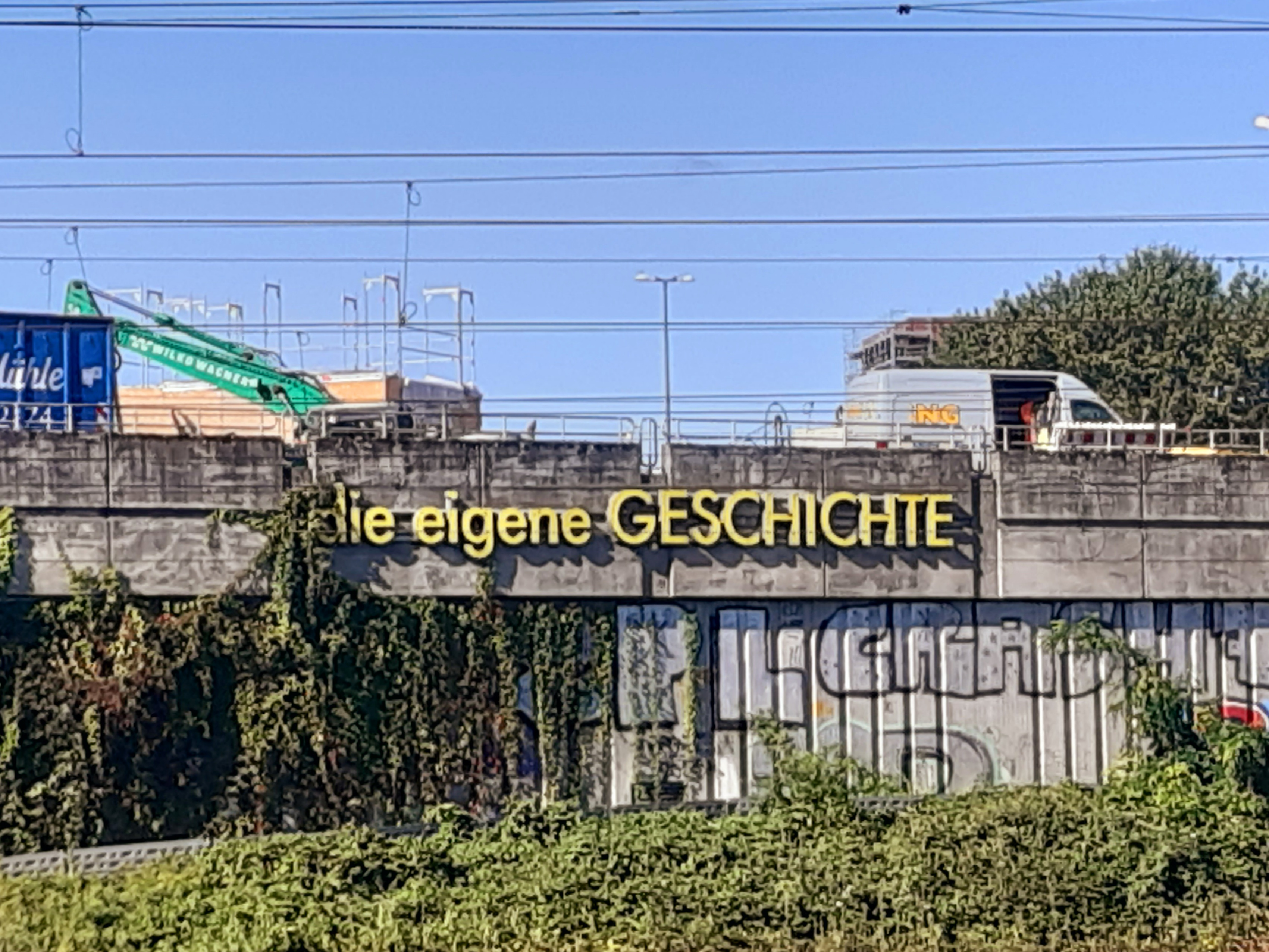
Die eigene Geschichte am Busbahnhof Hamburg-Harburg

- 1994 Die eigene Geschichte drei Orte: Telekomgebäude am Fernsehturm, Stützmauer an der Kunsthalle, Busbahnhof Harburg, Hamburg[6]

## Gabriele Schmidt-Heins

### Einzelausstellungen (Auswahl)
- 1984 Buchwerke und cadavre exquis Galerie Fricke, Düsseldorf
- 1983 Arbeiten 1981 und 1982 Ausstellungsraum Fettstraße 7a, Hamburg

### Gruppenausstellungen (Auswahl)
- 1982 Neue Arbeiten Kabinett für aktuelle Kunst, Bremerhaven

### Kunst im öffentlichen Raum

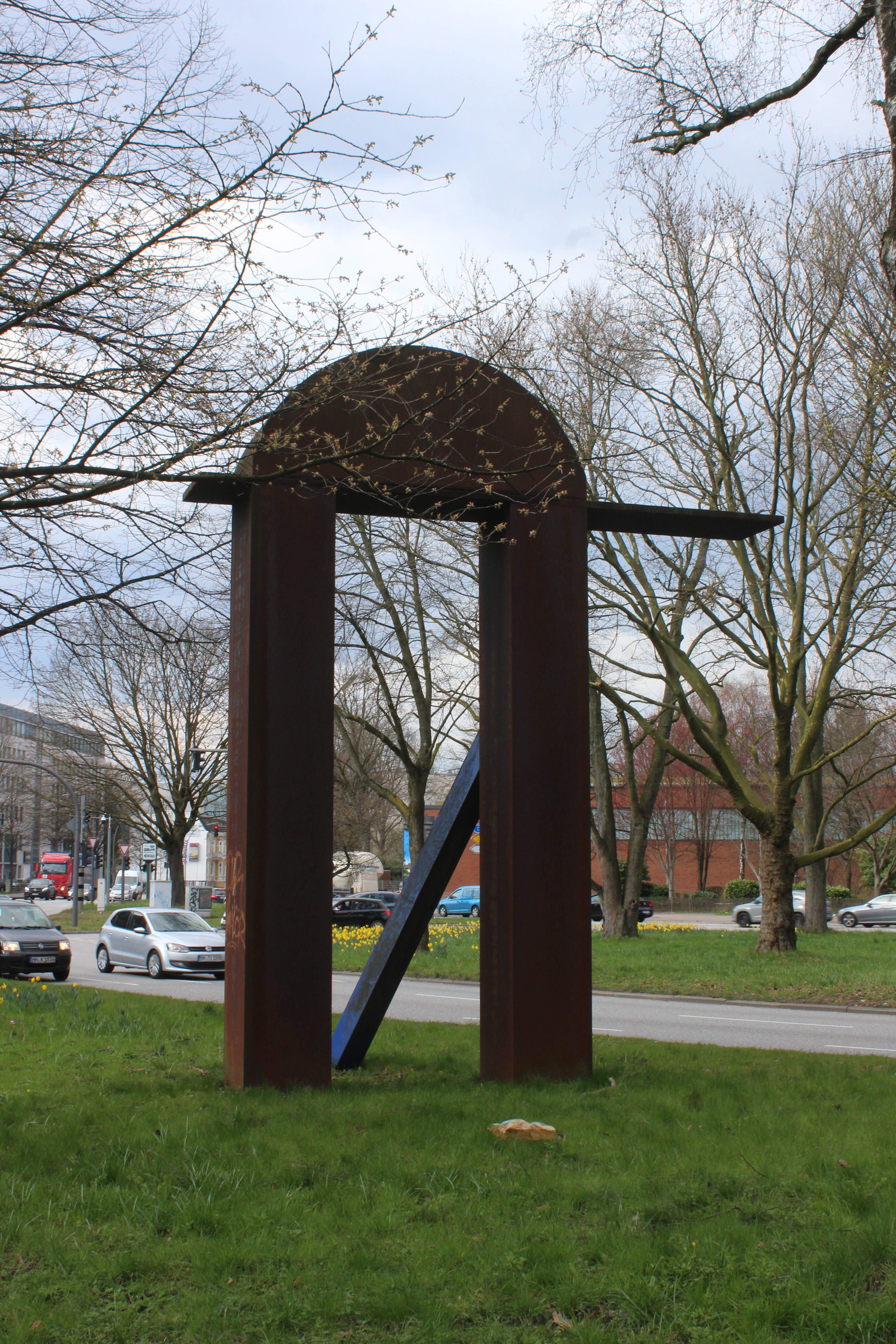
Tor am Eimsbütteler Marktplatz

- 1991 ON SITE Welsh Park Rockville (Maryland) Vereinigte Staaten
- 1988 Tor Eimsbütteler Marktplatz, Hamburg[7]

## Auszeichnungen
- 1978: Karl-Schmidt-Rottluff-Stipendium
- 1992: Overbeck-Preis für Bildende Kunst für Barbara Schmidt-Heins